# Pimprez
Pimprez is een gemeente in het Franse departement Oise (regio Hauts-de-France). De plaats maakt deel uit van het arrondissement Compiègne. Pimprez telde op 1 januari 2022 851 inwoners.

## Geografie
De oppervlakte van Pimprez bedroeg op 1 januari 2022 9,49 vierkante kilometer; de bevolkingsdichtheid was toen 89,7 inwoners per km².

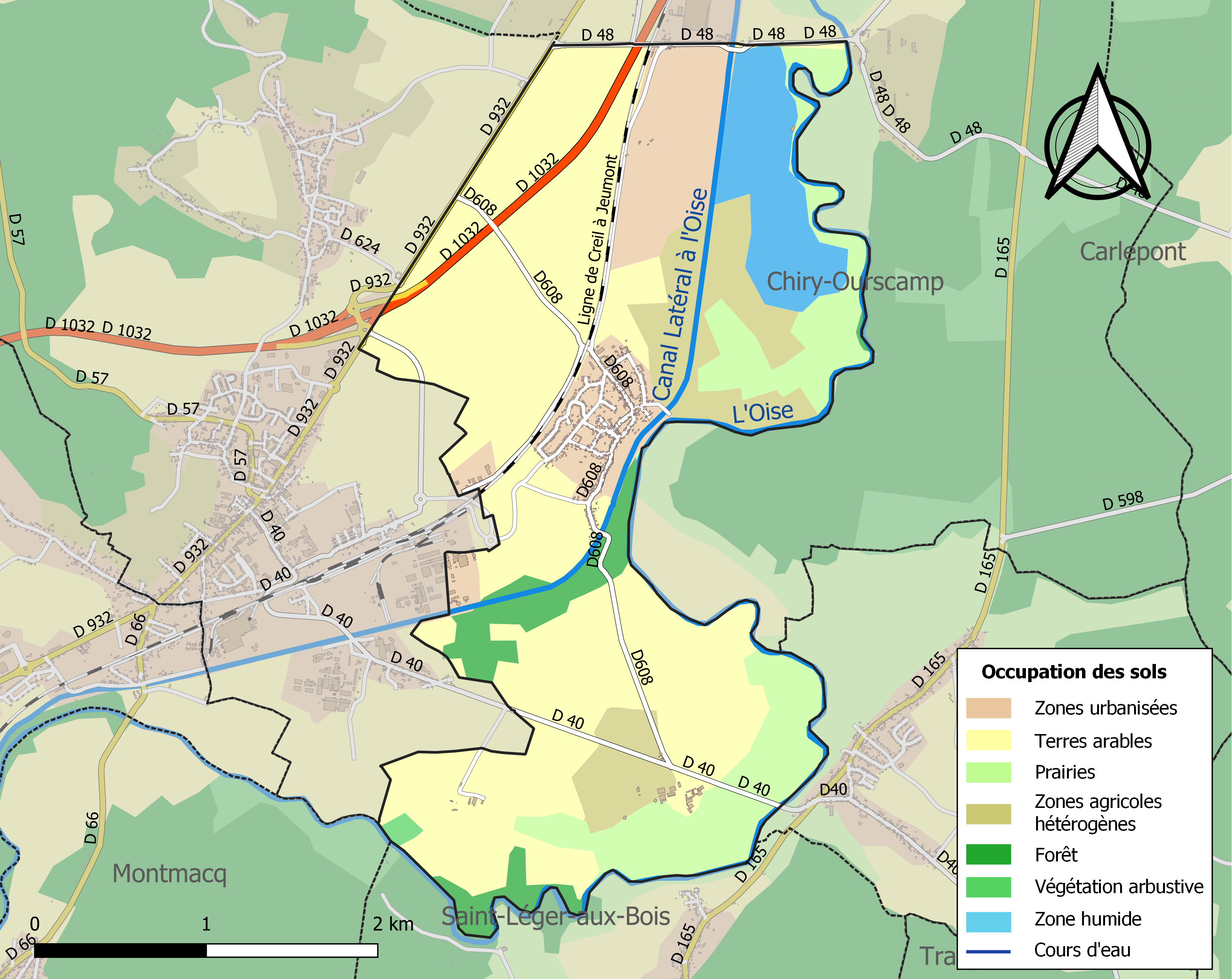
Kaart van de gemeente met belangrijkste infrastructuur, bodemgebruik en omliggende gemeenten

## Verkeer en vervoer
In de gemeente ligt spoorwegstation Ourscamps.

## Demografie
Onderstaande figuur toont het verloop van het inwonertal (bron: INSEE-tellingen).